# Segismundo Cruces Ordinola
Segismundo Cruces Ordinola es un ingeniero civil y político peruano. En el 2022 fue candidato para gobernador regional a las elecciones regionales de Tumbes por Alianza para el Progreso, siendo electo.

## Gobernador regional
El 1 de enero de 2023 asumió la Gobernación Regional de Tumbes.